# 米迪亞 (伊利諾伊州)
米迪亞（英語：Media）是位於美國伊利諾伊州亨德森縣的一個村落。

## 地理
米迪亞的座標為40°46′23″N 90°50′05″W / 40.77306°N 90.83472°W，而該地最高點為海拔高度216米（即709英尺）。

## 人口
根據2010年美國人口普查的數據，米迪亞的面積為4.40平方千米，當中陸地面積為4.40平方千米，而水域面積為0.00平方千米。當地共有人口107人，而人口密度為每平方千米24人。